# Maria Terezinha Viegas

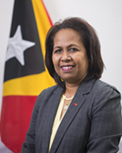
Maria Terezinha Viegas

Maria Terezinha Dias da Silva Viegas (* 3. Oktober 1964 in Laclubar, Portugiesisch-Timor) ist eine Politikerin aus Osttimor. Sie ist Mitglied der Partei Congresso Nacional da Reconstrução Timorense (CNRT). Von 2012 bis 2017 war sie Staatssekretärin für parlamentarische Angelegenheiten.

## Werdegang

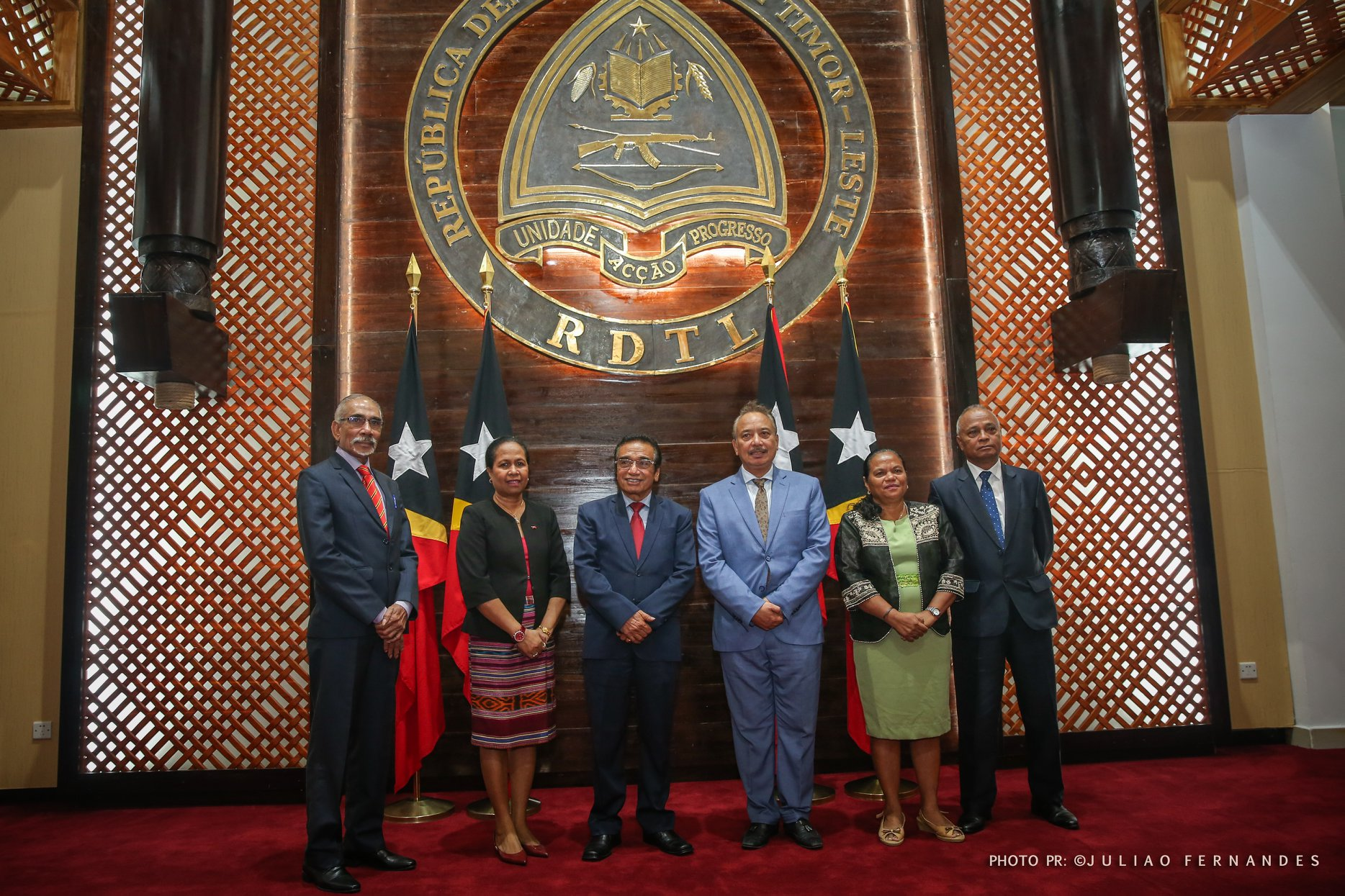
Maria Terezinha Viegas (2.v.l.) als CNRT-Vertreterin bei Staatspräsident Francisco Guterres (2020)

Der Vater von Viegas war Krankenpfleger, dem es wichtig war, dass seine Kinder eine gute Ausbildung erhalten. Maria Terezinha Viegas schloss 1989 ein Studium an der Landwirtschaftsakademie in Sumarang (Zentraljava) ab.
Von 1991 bis 1999 arbeitete Viegas im Amt für Landwirtschaft in Dili. Gleichzeitig engagierte sie sich im Widerstand gegen die indonesische Besatzung, leitete Nachrichten weiter und schickte Versorgungsgüter zu den Widerstandskämpfern. Im Widerstand lernte Viegas auch ihren Mann Ma'huno Bulerek Karathayano kennen, der kurz darauf im April 1993 von den Indonesiern gefangen genommen wurde. 1995 kam Ma'huno aufgrund einer Amnestie wieder frei. Viegas und er heirateten 1996. Zusammen bekamen sie drei Kinder.
Nach dem Abzug der Indonesier belegte Viegas an der Universidade Nasionál Timór Lorosa'e (UNTL) den Kurs für Landwirtschaftsingenieure. Sie verfügt nun über einen Bachelor. 2000/2001 war Viegas parallel dazu als Vertreterin der Bauernschaft Mitglied des National Council (NC), dem Übergangsparlament des Landes. Sie gehörte zur Nichtregierungsorganisation ETVFA (East Timor Veterinary, Fisheries and Forestry), die Osttimoresen nach Portugal und Malaysia schickte, um sie in Landwirtschaft auszubilden. Daneben kümmerte sie sich um ihren Mann, der noch an den Folgen eines Schlages litt, den er im November 1999 erhalten hatte.
Von 2001 bis 2007 war Viegas Abgeordnete der FRETILIN im Nationalparlament Osttimors. In dieser Zeit war sie Mitglied des Parlamentspräsidiums als Sekretärin. Nach den Neuwahlen 2007 saß Viegas eine weitere Legislaturperiode bis 2012 für den CNRT im Parlament und war Mitglied der Kommission für Wirtschaft, Finanzen und Korruptionsbekämpfung (Kommission C).
Am 8. August 2012 wurde sie als Staatssekretärin für parlamentarische Angelegenheiten vereidigt. Das Amt behielt sie auch nach der Regierungsumbildung am 16. Februar 2015.
Bei den Parlamentswahlen 2017 gelang Viegas auf Platz 3 der Liste des CNRT der Wiedereinzug als Abgeordnete in das Nationalparlament. Aus dem Kabinett schied sie mit Antritt der VII. Regierung aus. Im Parlament war sie Mitglied in der Kommission für Öffentliche Finanzen (Kommission C). Seit September 2017 war Viegas Delegierte der nationalen Gruppe des Nationalparlaments bei der parlamentarischen Versammlung der Gemeinschaft der Portugiesischsprachigen Länder (CPLP). Bei den vorgezogenen Neuwahlen 2018 stand Viegas auf Platz 9 der Aliança para Mudança e Progresso (AMP), zu der auch der CNRT gehört, und kam erneut in das Parlament. Am 14. Juni wurde Viegas zur Sekretärin des Präsidiums des Parlaments gewählt. Das Amt hatte sie bis 2020 inne. Sie blieb weiterhin Mitglied der Kommission für Öffentliche Finanzen (Kommission C).
Bei den Parlamentswahlen 2023 erhielt Viegas Platz 3 auf der Liste des CNRT und erneut einen Sitz im Nationalparlament. Am 26. Juni wurde sie in der zweiten Parlamentssitzung zur ersten Vizepräsidentin des Parlaments gewählt.
2018 wurde Viegas zum Mitglied des Exekutivkomitees der Federação Futebol Timor-Leste (FFTL) gewählt und 2023 von Staatspräsident José Ramos-Horta zum Mitglied des Konsellu Superior Defeza no Seguransa ernannt.